# Otto Anne van Bylandt
Otto Anne graaf van Bylandt ('s-Gravenhage, 13 december 1766 - Princenhage, 20 februari 1857) was een Nederlands militair, hoffunctionaris en politicus.

## Familie
Van Bylandt was een zoon van Alexander des H.R. Rijksgraaf van Bylandt (1743-1819), generaal-majoor infanterie, en Anna van der Duyn (1747-1798). Hij was een broer van Willem Frederik van Bylandt en van Jean Charles van Bylandt. Hij trouwt in 1791 Agatha Wilhelmina Twent (1768-1838) uit welk huwelijk geen kinderen geboren worden.

## Loopbaan
Van Bylandt was een Gelderse ambtsjonker, militair en hoffunctionaris, die in 1848 aan het einde van zijn loopbaan, op bijna 82-jarige leeftijd, tot Eerste Kamerlid werd benoemd om zodoende de regering van voldoende voorstemmers te verzekeren bij de tweede lezing van de Grondwetsherziening. Hij had zijn hele leven trouw de machthebbers gediend, eerst de stadhouder, daarna de koningin Hortense, Franse koning en keizer, en ten slotte Willem I en II.
- Biografisch Portaal: 08623566
- Digitale Bibliotheek voor de Nederlandse Letteren: byla001
- Parlement.com: vg09llsecl2z